# Megafenestra nasuta
Megafenestra nasuta är en kräftdjursart som först beskrevs av Birge 1879.  Megafenestra nasuta ingår i släktet Megafenestra och familjen Daphniidae. Inga underarter finns listade i Catalogue of Life.